# Concentratiekamp Fürstengrube
Concentratiekamp Fürstengrube (Duits: Konzentrationslager Fürstengrube) was een van de grotere buitenkampen van het in Silezië gesitueerde concentratiekamp Auschwitz.

## Geschiedenis
Het kamp werd opgericht in september 1943 in de stad Fürstengrube (Pools: Wesoła), 5 km ten zuidwesten van Mysłowice (waar het tegenwoordig een stadsdeel van is), als een werkkamp voor de kolenmijn Fürstengrube  onder leiding van  de Hauptscharführer Otto Moll (tot maart 1944) en later Oberscharführer Max Schmidt (tot 27 januari 1945).
Er werd hoofdzakelijk dwangarbeid verricht in de kolenmijn Fürstengrube, een onderdeel van IG Farben. Op 19 januari 1945, toen de Sovjettroepen de toenmalige Pools-Duitse grens inmiddels waren overgestoken werd het kamp deels opgeheven en werden ca. 1000 gevangenen geëvacueerd en gedwongen deel te nemen aan een dodenmars naar buitenkamp Gliwice om vandaaruit per open treinwagons naar concentratiekamp Mauthausen overgebracht te worden. De achtergebleven gevangenen werden op 27 januari 1945 door een groep SS'ers geëxecuteerd (doodgeschoten) of levend verbrand tijdens de vernietiging van de barakken. Slechts 20 gevangenen overleefden dit bloedbad.
Tijdens de Dachauprocessen van 15 november tot 13 december 1945, werd Otto Moll, de eerste commandant van Konzentrationslager Fürstengrube, veroordeeld tot de doodstraf. Het vonnis werd uitgevoerd op 28 mei 1946. 
Alfabetisch op naam.  Indien een kamp meerdere rollen had, staat het in de "hoogste" groep.
Zie ook: Lijst van naziconcentratiekampen · Jappenkampen in Nederlands-Indië · Lijst van jappenkampen